# شيكاغو بايل -1
'شيكاغو بايل-1 (1-CP') كان أول مفاعل نووي اصطناعي في العالم. كان تشييد CP-1 جزءا من مشروع مانهاتن، وتم تنفيذه من قبل مختبر المعادن في جامعة شيكاغو. تم بناؤه في غربى ملعب ستاغ. ويعد أول مفاعل نووي متسلسل قائما بذاته من صنع الإنسان وشرع في تنفيذ CP-1 في 2 كانون الأول من عام 1942، تحت إشراف إنريكو فيرمي. وصف فيرمي الجهاز بأنه «كومة من الطوب الخام الأسود والكتل الخشبية.» وهي مصنوعة من كمية كبيرة من الجرافيت واليورانيوم، مع «قضبان التحكم» من الكادميوم والإنديوم، والفضة، وخلافا لمعظم المفاعلات اللاحقة، أنه ليس لديه درع للإشعاع أو نظام للتبريد.
هذا الموقع هو الآن معلم تاريخي وطني ويعرف بشيكاغو لاندمارك.